# 松下美由紀
松下美由紀（日语：／ Matsushita Miyuki，1969年12月24日—），日本女性配音員。出身於埼玉縣。ARTSVISION所屬。身高157cm。

## 經歷
松下美由紀畢業於東京音樂大學。在勝田聲優學院、日本播音演技研究所學習之後，作為配音員出道。

## 人物
音域：G—C。
她所飾演的是善良的女孩、開朗的少女。
興趣、特長：鋼琴、小提琴、日本箏（生田流）。

## 演出
粗體字表示主要角色。

### 電視動畫
1989年
- 新仙魔大戰（睡得香甜天女[注 1][1][2]）

1991年
- 橫山光輝 三國志（1991年—1992年，孔明的妹妹[來源請求]）
- 至尊勇者（村民B、加馬佐內斯）

1992年
- 電腦小奇俠（日语：ゲンジ通信あげだま）（女高中生B）
- 奧斯宇宙歷險記（日语：スペースオズの冒険）（兔子）
- 大草原上的小天使 灌叢嬰猴（凱特·安德爾頓）
- 櫻桃小丸子 (第1期)（繪美子）
- 南國少年奇小邪（薰）
- 魔法公主 明琪桃子 擁抱夢想（日语：魔法のプリンセス ミンキーモモ）（空洞燕尾蝶）

1993年
- 麵包超人（1993年—1994年，小黑、貓美）
- 唐拉貢（日语：ドンラゴン）（瑪丹娜）
- 橘子繪日記（小花）

1994年
- 超變身俏妞（日语：超くせになりそう）（女孩子）

1995年
- 愛天使傳說（宮川愛利加、里子）
- 黃金勇者合體（咪）
- 新世紀福音戰士（護士）
- 神秘的世界

1996年
- 怪盜Saint Tail（本間由美、學生B）

1997年
- 吸血姬美夕（女性）

1998年
- DT戰士（日语：DTエイトロン）（模擬世界的人群）

1999年
- 伊索世界（白鳥姬、女A）
- 日本第一的男兒魂（日语：日本一の男の魂）

2000年
- 幻想魔傳 最遊記（夏華）

2002年
- 十二國記（麟）

2003年
- 出擊！救難特警隊（老師）

2004年
- 聖槍修女（母親）
- 名偵探柯南（電視旁白）
- 妄想代理人

### 電影動畫
- 超時空要塞Plus MOVIE EDITION（1995年）
- 劇場版 天地無用！in LOVE（1996年）
- 劇場版 捉猴啦：黃金嗶波猴·巫奇戰鬥（2002年，桃巫奇）

### OVA
- 絕愛 -1989-（日语：絶愛-1989-）（1992年，泉拓人〈少年時期〉）
- 超時空要塞II：再愛一次（1992年）
- Nozomi♡Witches（日语：のぞみウィッチィズ）（1992年，山崎）
- 人魚之傷（1993年，女）
- 機械女神R（1995年，機動警察）
- 未來超獸FOVIA（1995年，飯島惠）
- 聖堂教父（1996年）
- 初吻☆物語 ～故事從接吻開始～（日语：ファーストKiss☆物語#OVA）（2000年，田邊老師）

### 遊戲
1993年
- Vain Dream II（日语：ヴェインドリームII）（賽西莉雅）
- Sword Master（日语：ソードマスター）（穆特、夏洛內、凡爾納）
- 電腦天使（日语：電脳天使）（克雷德爾·瓦南特·紹拉）
- 初戀物語（克雷德爾·瓦南特·紹拉）

1994年
- 阿爾納姆之牙 獸族十二神徒傳說（日语：アルナムの牙 獣族十二神徒伝説）（艾卡、蘭裘的小孩）
- 美少女夢工場2（帕特莉西亞·漢恩）[注 2]

1995年
- 3×3 EYES ～吸精公主～（紅玉）
- 神奇傳說（日语：ファーランドシリーズ）（瑪西雅）

1996年
- （結城素子）
- 3×3 EYES 吸精公主S（紅玉）
- 新小雙俠 難題彌次郎兵衛（日语：NEWヤッターマン 難題かんだいヤジロベエ）
- 美少女纏組（日语：ファイアーウーマン纏組）（甜瓜）

1997年
- 魔域幽靈 救世主 The Lord of Vampire（巴蕾塔[8]、Q-Bee（日语：キュービィ）[8]、阿納卡利斯（日语：アナカリス (ヴァンパイア)）〈女裝〉[8]、扎貝爾（日语：ザベル・ザロック）〈女裝〉[8]、淚淚〈女裝〉[8]、薩斯克維奇（日语：サスカッチ (ヴァンパイア)）〈女裝〉[8]、毘沙門（日语：ビシャモン）〈女裝〉[8]）
- 魔域幽靈 救世主2 The Lord of Vampire（巴蕾塔、Q-Bee）
- 魔域幽靈 獵人2 Darkstalkers' Revenge（巴蕾塔、Q-Bee）
- 下級生（綠谷麻紀）
- （伊東暗示惠）
- 同級生2（鳴澤唯）[注 3]
- （新庄千冬）
- 韋爾德塞爾瓦戰記（日语：ベルデセルバ戦記）

1998年
- ADVANCED V.G.2（日语：ヴァリアブル・ジオ）（艾蓮娜）
- 旅遊派對 來一場畢業旅行吧（漣冴）
- Another Memories（阿蘭丁·謝特蘭薩）

1999年
- Little Lovers SHE SO GAME（日语：Little Lovers SHE SO GAME）（荻原多佳子、山川紀美子、場內廣播 等）

2000年
- 漫威 VS. 卡普空 2 英雄們的新世紀（日语：MARVEL VS. CAPCOM 2 NEW AGE OF HEROES）（巴蕾塔）

2002年
- 捉猴啦2（桃巫奇）
- 忍風戰隊破裏劍者（基拉科羅內、複製忍者變幻丸）

2004年
- Full House Kiss（遊洛院十和子）

2005年
- 捉猴啦3（桃巫奇）

2006年
- Full House Kiss2（遊洛院十和子）

2013年
- 鬼武者Soul（日语：鬼武者Soul）（巴蕾塔）

2015年
- 跨界計畫2：美麗新世界（日语：PROJECT X ZONE 2:BRAVE NEW WORLD）（巴蕾塔[9]、Q-Bee、乙姬）

### 廣播劇CD
- （女學生A）
- 少年性愛白皮書（日语：少年濡れやすく恋成りがたし#ドラマCD1）（鳴海加乃）
- 私立正義學園 廣播劇專輯 ～被狙擊的太陽學園 熱血死鬥篇～（茱蒂·羅伯茲、一文字伐的母親）
- 閃電霹靂車 PICTURELAND 1 在風中（裘蒂·林德）
- 花之飛鳥組！（日语：花のあすか組!#ドラマCD1）（美子）
- 北歐神話傳說系列（南娜）

### 外語配音

#### 電影
- 青澀禁果（日语：青い相姦）
- 少年性愛白皮書（日语：少年濡れやすく恋成りがたし#イメージビデオ）（1995年，鳴海加乃）

#### 電視影集
- 大偵探波洛：啞證人（英语：Dumb Witness）
- 金剛戰士（1995年）
- 少女日記2

### 廣告
- 萬代 泡泡沐浴乳

### 天文館
- 飄洋過海來的少女瑪納 島根縣立三瓶自然館（日语：島根県立三瓶自然館）天文館作品（真奈美的聲音）

## 腳註

## 外部連結
- 松下美由紀｜ARTSVISION （日語）